# Marcus Plancius Varus

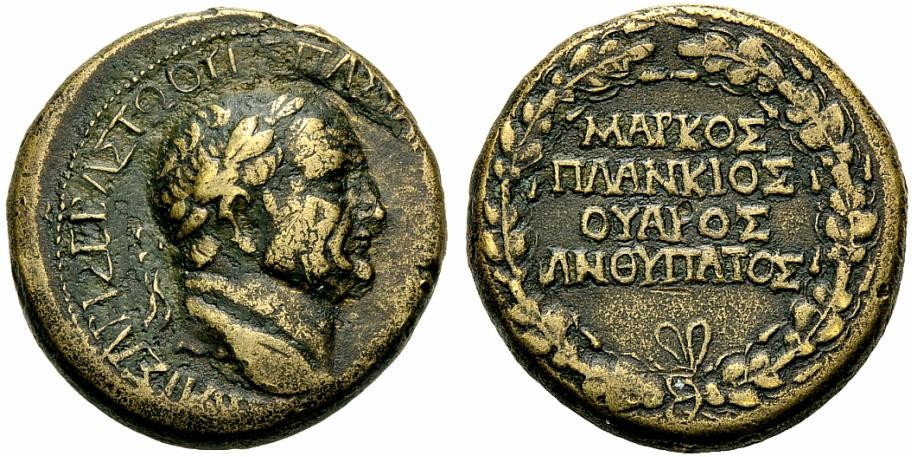
Eine Münze, auf deren Rückseite der Name von Varus in griechischer Sprache erscheint

Marcus Plancius Varus war ein im 1. Jahrhundert n. Chr. lebender römischer Politiker.
Er stammte aus der Familie der Plancii, die während der späten Republik nach Kleinasien ausgewandert waren und großen Landbesitz  hielte. Durch eine Inschrift, die in Germa gefunden wurde, sind die Anfänge der Laufbahn von Varus belegt. Er übte zunächst im Rahmen des Vigintivirats das Amt eines Xvir stlitibus iudicandis aus. Im Anschluss wurde er Quaestor in der Provinz Pontus et Bithynia. Nach Beendigung dieser Tätigkeit kehrte er nach Rom zurück, wo er, vermutlich um 65, Volkstribun (Tribunus plebis) sowie Praetor wurde. Danach war er als Legatus pro praetore jeweils für ein Jahr zunächst dem Statthalter in der Provinz Achaea und im Anschluss dem Statthalter in Asia zugeordnet.
Durch die Historiae (II, 63, 2) von Tacitus ist belegt, dass Varus sich im April 69 in Rom aufhielt. Laut Tacitus klagte Varus Gnaeus Cornelius Dolabella beim Stadtpräfekten von Rom, Titus Flavius Sabinus an, dass Dolabella trotz seiner Verbannung nach dem Selbstmord Othos in die Hauptstadt zurückgekehrt wäre, um selbst nach der Macht zu greifen.
Durch Bronzemünzen und durch eine Inschrift in griechischer Sprache ist belegt, dass Varus während der Regierungszeit von Vespasian (69–79) Statthalter (Proconsul) in der Provinz Bithynia et Pontus war; er amtierte vermutlich 70/71 oder 71/72 in der Provinz. Varus ließ die Bronzemünzen aus unbekanntem Anlass in den sieben wichtigsten Städten Bithyniens nach einem einheitlichen Schema prägen. Durch zwei Inschriften in griechischer Sprache ist belegt, dass er während seiner Amtszeit zum Patron von Nicaea gewählt wurde, wo er die Stadttore hatte erneuern lassen.
Varus war mit einer Tochter des armenischen Königs Tigranes VI. verheiratet und hatte zwei Kinder, Gaius Plancius Varus und Plancia Magna.